# 트렌친주

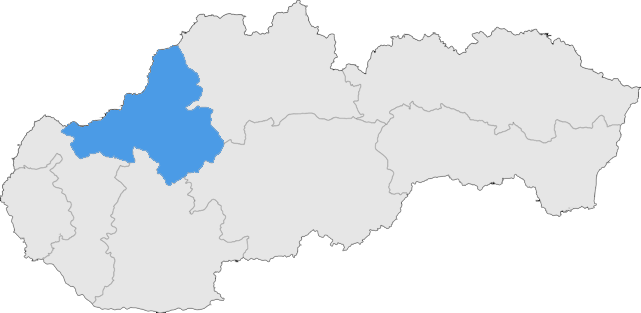
트렌친주의 위치

트렌친주(슬로바키아어: Trenčiansky kraj)는 슬로바키아 북서부에 위치한 주로 주도는 트렌친이며 면적은 2,053km2, 인구는 561,525명(2009년 기준), 인구 밀도는 135명/km2이다.
서쪽과 북서쪽, 북쪽으로는 체코와 국경을 접하며 북동쪽과 동쪽으로는 질리나주, 남동쪽으로는 반스카비스트리차주, 남쪽으로는 니트라주, 남서쪽으로는 트르나바주와 접한다. 9개 구(노베메스토나트바홈구, 미야바구, 바노우체나트베브라보우구, 일라바구, 트렌친구, 파르티잔스케구, 포바슈스카비스트리차구, 푸호우구, 프리에비자구)를 관할한다.

주기
주 문장